# Isoglossa cooperi
Isoglossa cooperi är en akantusväxtart som beskrevs av C. B. Cl.. Isoglossa cooperi ingår i släktet Isoglossa och familjen akantusväxter. Inga underarter finns listade i Catalogue of Life.

## Bildgalleri

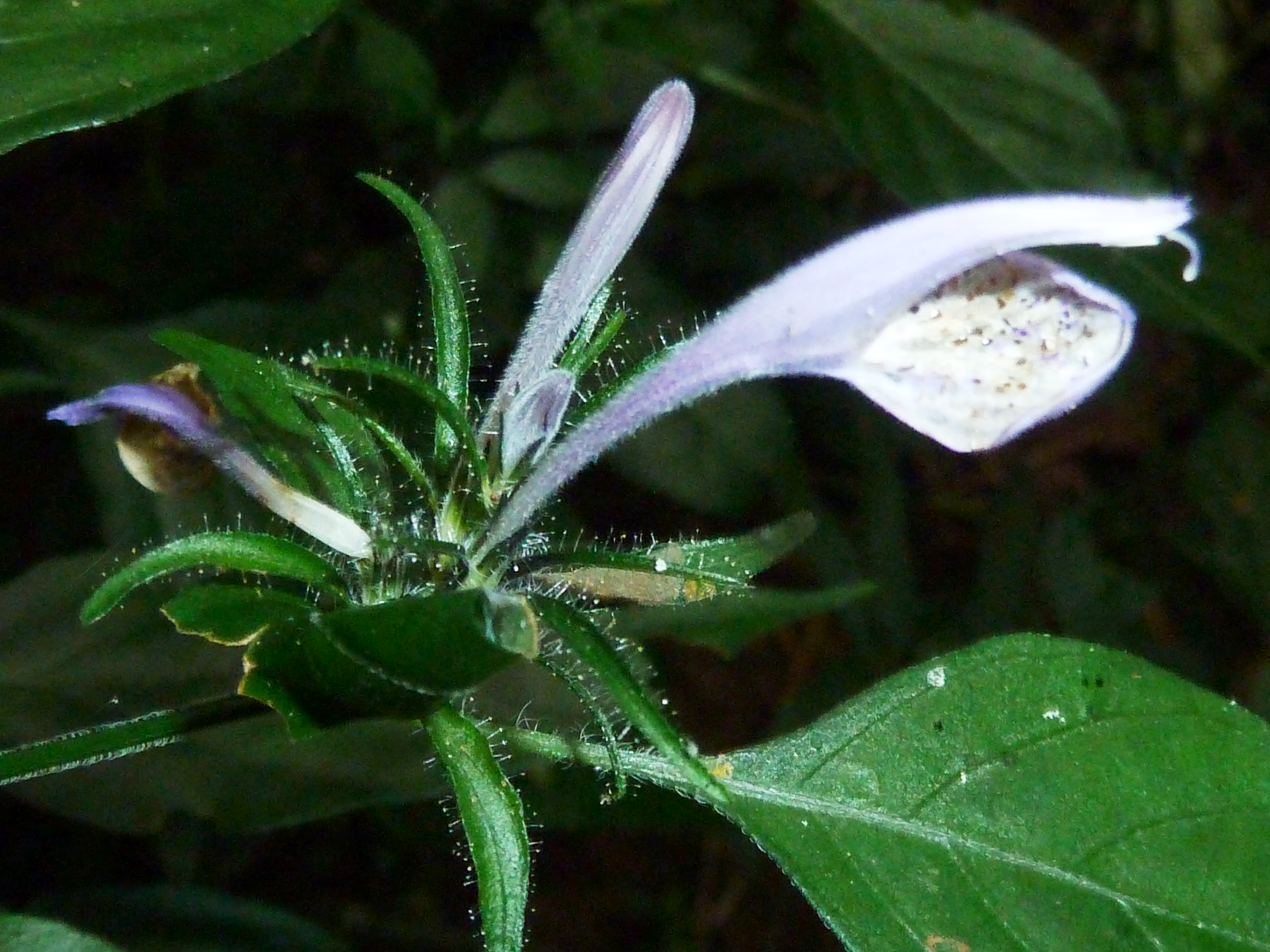
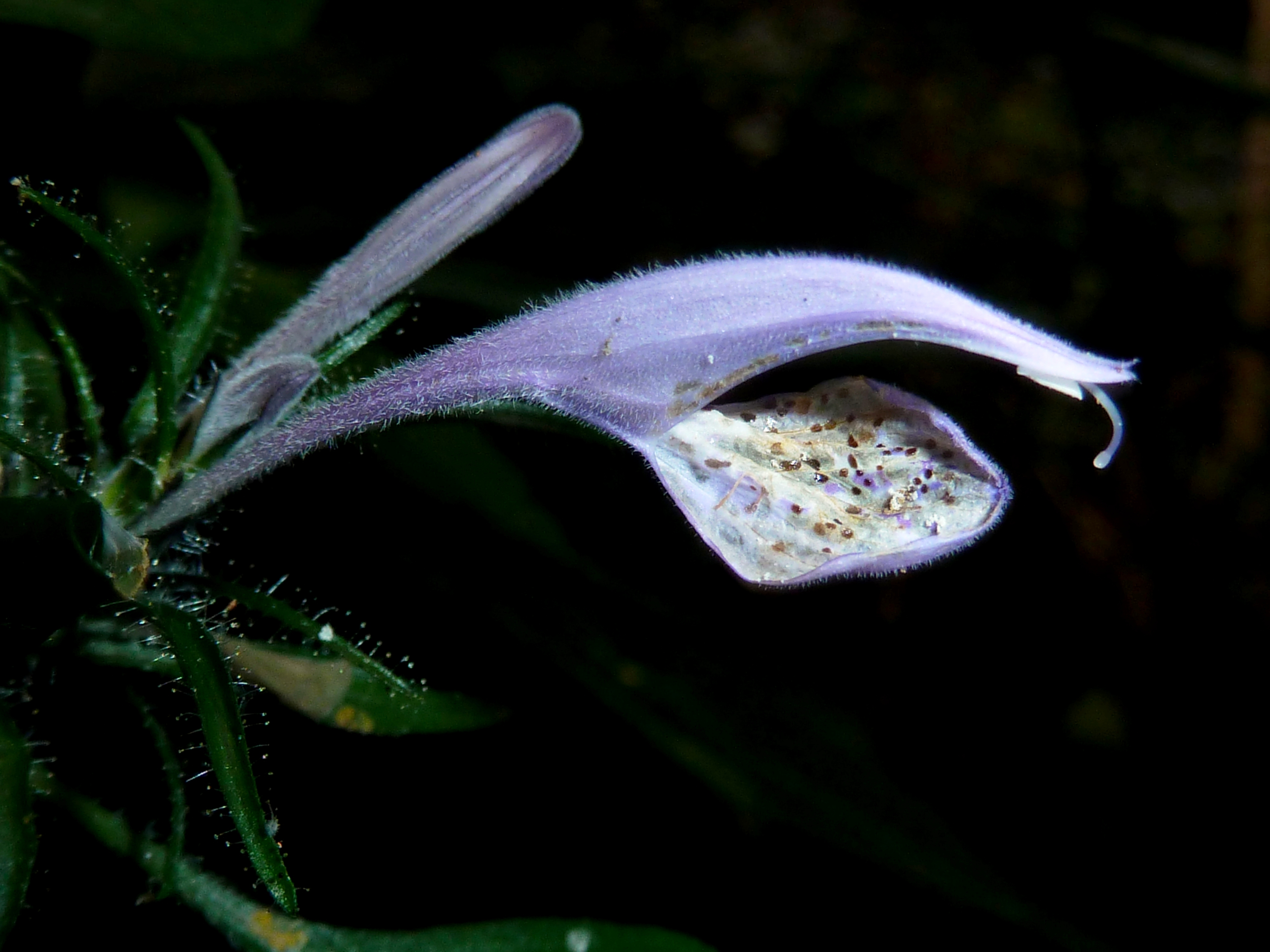
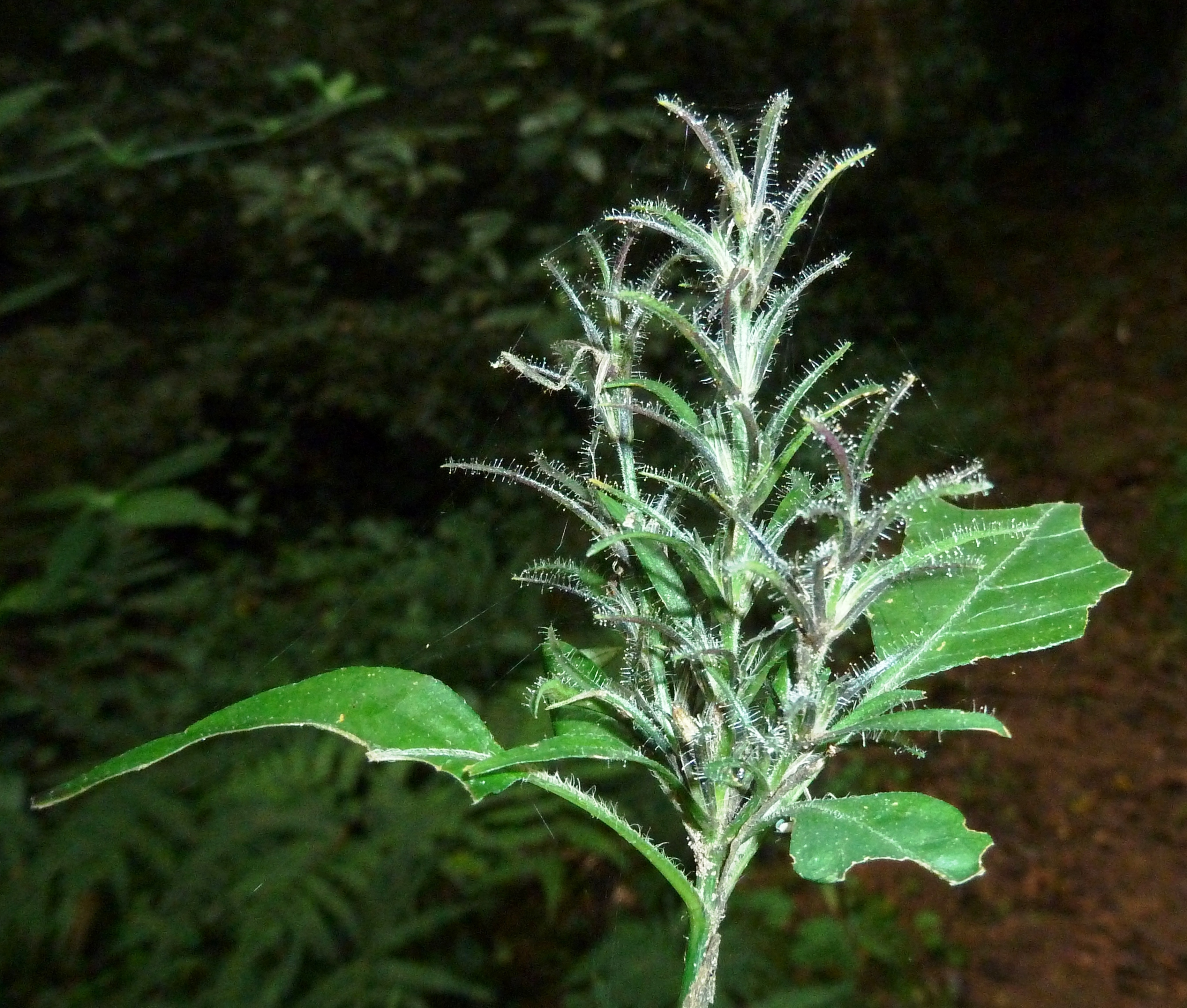
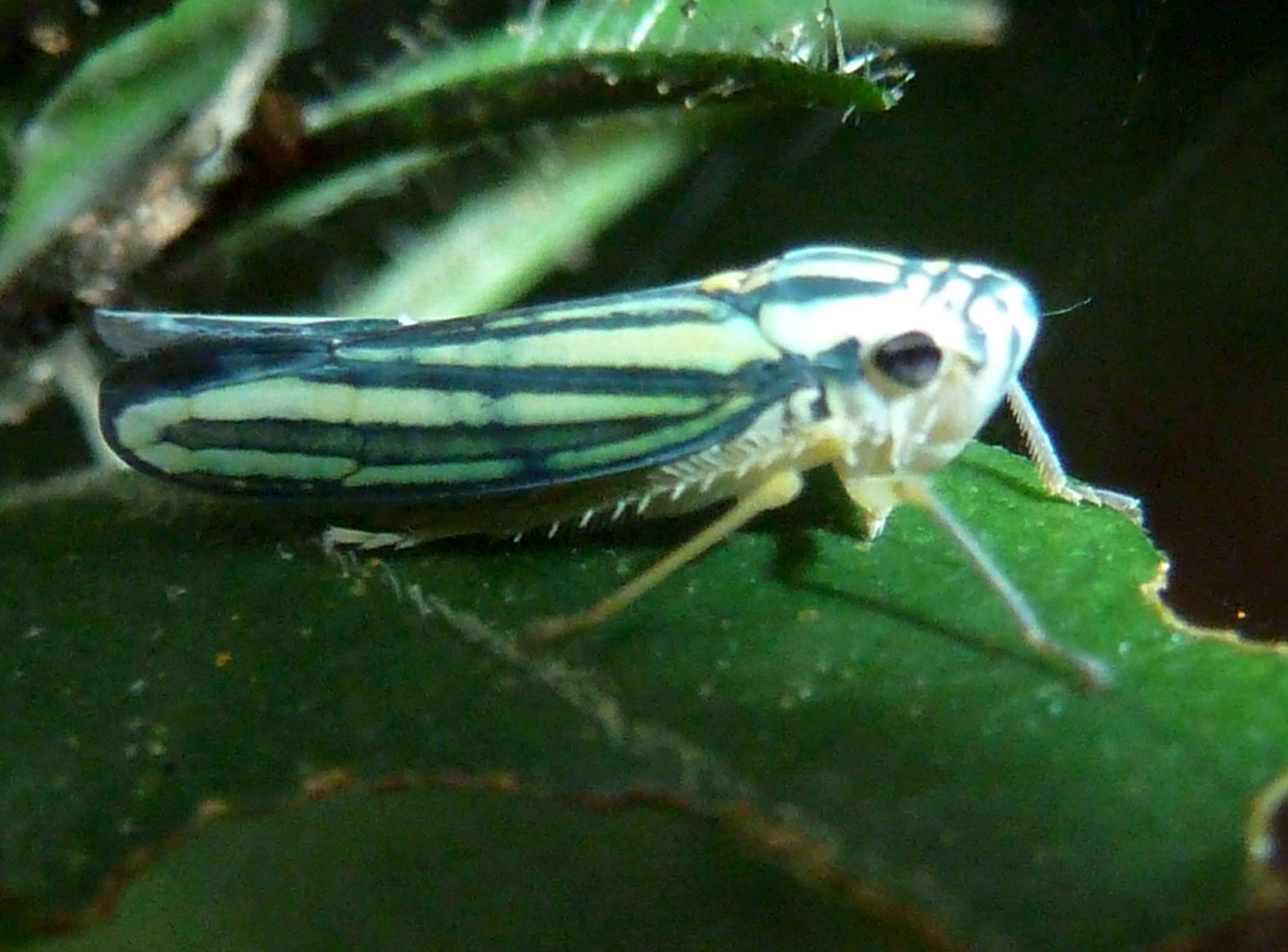